# Alf McMichael
Alfred "Alf" McMichael (ur. 1 października 1927 w Belfaście, zm. 7 stycznia 2006) – północnoirlandzki piłkarz występujący na pozycji obrońcy. Trener piłkarski.

## Kariera klubowa
W trakcie kariery McMichael reprezentował barwy zespołów Linfield oraz Newcastle United. Wraz z Newcastle trzykrotnie zdobył Puchar Anglii (1951, 1952, 1955). W 1963 roku zakończył karierę.

## Kariera reprezentacyjna
W reprezentacji Irlandii Północnej McMichael zadebiutował 1 października 1949 w przegranym 2:8 pojedynku British Home Championship ze Szkocją. W 1958 roku został powołany do kadry na mistrzostwa świata. Zagrał na nich w meczach z Czechosłowacją (1:0), Argentyną (1:3), RFN (2:2), Czechosłowacją (2:1) oraz Francją (0:4). Z tamtego turnieju Irlandia Północna odpadła w ćwierćfinale.
W latach 1949–1960 McMichael w drużynie narodowej rozegrał w niej 40 spotkań.